# Vliegveld Letňany
Vliegveld Letňany (Tsjechisch: Letiště Letňany) is een vliegveld bij de voorstad Letňany van de Tsjechische hoofdstad Praag. Sinds 2008 ligt vlak bij het vliegveld het metrostation Letňany, waardoor er een snelle verbinding is met de binnenstad van Praag. Letňany is het vliegveld waar Avia vroeger vliegtuigen heeft geproduceerd.
Het vliegveld wordt beheerd door de Aeroklub Praha - Letňany.